# Carswell's Orange (manzana)
Carswell's Orange es el nombre de una variedad cultivar de manzano (Malus domestica). 
Un híbrido del cruce de Cox's Orange Pippin x Desconocido de semillero. Criado en 1938 por el Sr. J.W. Carswell en Ashtead, Surrey. Las frutas son de textura bastante gruesa y jugosas con un agradable sabor aromático.

## Historia
'Carswell's Orange' es una variedad de manzana, híbrido del cruce de Cox's Orange Pippin x Desconocido. Desarrollado y criado a partir de 'Cox's Orange Pippin' mediante una polinización por una variedad desconocida de semillero, por el Sr. J.W. Carswell en Ashtead, Surrey Inglaterra, (Reino Unido) a principios del siglo XX en 1938.
'Carswell's Orange' se cultiva en la National Fruit Collection con el número de accesión: 1960-007 y Accession name:Carswell's Orange.

## Características
'Carswell's Orange' árbol de extensión erguida, de vigor moderadamente vigoroso, portador de espuela. Tiene un tiempo de floración que comienza a partir del 8 de mayo con el 10% de floración, para el 14 de mayo tiene una floración completa (80%), y para el 22 de mayo tiene un 90% caída de pétalos.
'Carswell's Orange' tiene una talla de fruto medio a grande; forma cónica; con nervaduras medianas; epidermis con color de fondo amarillo pálido, con un sobre color rojo, importancia del sobre color alto, y patrón del sobre color rayas rojas más oscuras y rotas, "russeting" (pardeamiento áspero superficial que presentan algunas variedades) ausente o muy bajo; carne es de color amarillento, de textura bastante gruesa y jugosas con un agradable sabor aromático con sólo un toque de agrio.
Su tiempo de recogida de cosecha se inicia a mediados de septiembre. Lista para la cosecha en la última mitad del primer período.

## Usos
Una buena manzana de uso de postre fresca en mesa.

## Ploidismo
Diploide, auto estéril. Grupo de polinización: D, Día 14.